# ОКБМ имени И. И. Африкантова
Акционерное общество «Опытное конструкторское бюро машиностроения имени И. И. Африкантова» (АО «ОКБМ Африкантов», входит в состав курируемых компаний АО «Атомэнергомаш» — машиностроительного холдинга Госкорпорации «Росатом») — крупный научно-производственный центр атомного машиностроения, располагающий многопрофильным конструкторским коллективом, собственной исследовательской, экспериментальной и производственной базой.
Сфера деятельности предприятия — энергетическое машиностроение. Ключевые сегменты этого сектора: НИОКР и поставки для гражданской атомной энергетики и неядерного рынка.
ОКБМ выполняет весь комплекс работ по созданию различных типов реакторных установок и оборудования для АЭС, включая разработку конструкторской документации, выполнение необходимых расчётов, НИР и ОКР, изготовление и испытания опытных образцов с отработкой промышленной технологии производства, изготовление и шеф-монтаж штатного оборудования, его пусконаладку и ввод в эксплуатацию, сервисное обслуживание оборудования на действующих объектах, снятие с эксплуатации

## История
Предприятие образовано в 1945 году постановлением СНК СССР. Большую роль в его становлении сыграл И. И. Африкантов — главный конструктор (с 1951) и начальник (1954—1969 г.г.) предприятия. За многие годы плодотворной работы коллектив ОКБМ внёс большой вклад в развитие атомной промышленности, энергетики и флота России. С участием АО «ОКБМ Африкантов» было создано и эксплуатировалось более 500 ядерных реакторов и установок.
В 1945 году постановлением СНК СССР от 27 декабря 1945 года на базе КБ Горьковского машиностроительного завода образовано Особое конструкторское бюро (ОКБ) по созданию оборудования для атомной промышленности.
В 1960 году ОКБ награждается высшей государственной наградой — орденом Ленина за участие в создании энергетической установки первого атомного ледокола «Ленин».
В 1985 году ОКБ было награждено орденом Октябрьской Революции за значительный вклад в развитие атомной техники.
В 1998 году предприятию присвоено имя И. И. Африкантова.
В 2004 году постановлением Правительства РФ ОКБМ присвоен статус Федерального научно-производственного центра.
В 2008 году зарегистрировано открытое акционерное общество «Опытное конструкторское бюро машиностроения имени И. И. Африкантова». Общество было создано в результате преобразования Федерального государственного унитарного предприятия «Опытное конструкторское бюро машиностроения имени И. И. Африкантова» и стало его правопреемником.
В 2014 ОАО «ОКБМ Африкантов» изменило своё наименование на акционерное общество (АО «ОКБМ Африкантов»).
РУКОВОДИТЕЛИ ПРЕДПРИЯТИЯ
- Елян Амо Сергеевич — 1945—1951 гг. начальник ОКБ
- Савин Анатолий Иванович — 1947—1951 гг. главный конструктор ОКБ
- Африкантов Игорь Иванович — 1951—1969 гг. главный конструктор, 1954—1969 гг. начальник ОКБ
- Митенков Федор Михайлович — 1969—1988 гг. начальник и главный конструктор ОКБМ, 1988—1997 гг. генеральный конструктор ОКБМ, 1991—1997 гг. директор ОКБМ, с 1997 г. Научный руководитель ОКБМ[5]
- Кирюшин Александр Иванович — 1997—2003 гг. директор и главный конструктор ОКБМ
- Костин Виталий Иванович — 2003—2008 гг. директор и главный конструктор ОКБМ
- Зверев Дмитрий Леонидович — с 2008 г. директор — генеральный конструктор[6]

### Аварии и инциденты
28 июля 2011 года в одном из цехов произошла внештатная ситуация в процессе дефектоскопии сварных швов. При проведении процедуры радиоактивный источник застрял в ампулопроводе (часть транспортёра, предназначенная для направления источника гамма-излучения при его перемещении), вследствие чего работа была приостановлена до устранения проблемы специалистами робототехнического комплекса, которые с помощью манипуляторов извлекли ампулу с радиационным источником и поместили её в контейнер.
После получения информации об аварии территория предприятия была обследована специалистами — дозиметристами Росгидромета. Проведённое радиационное обследование показало незначительное превышение гамма-фона внутри цеха. За пределами здания цеха значение радиационного фона не превысило природного уровня.
23 сентября 2016 года в помещении стенда физической лаборатории произошла нештатная ситуация, вызвавшая неконтролируемое увеличение мощности стенда.
По данным службы ЯРБ (Ядерной и радиационной безопасности) АО «ОКБМ Африкантов», произошло превышение контрольных уровней излучения, сработала система аварийной сигнализации. В соответствии с инструкцией, персонал покинул помещение стенда и был направлен на обследование в медицинское учреждение. Сразу же по прибытии в ФМБЦ им. А. И. Бурназяна сотрудникам ОКБМ проведены анализы и сканирование на Спектрометре излучения человека (СИЧ). Состояние здоровья работников оценивается как удовлетворительное.
Нештатная ситуация имела локальный характер: за пределы защитного бокса не вышла и не представляла угрозы для сотрудников ОКБМ и населения на прилегающих территориях. Радиоактивного загрязнения не возникало. Сотрудники всех подразделений предприятия работали в штатном режиме.
В пятницу 23 сентября и в субботу 24 сентября в целях безопасности работы на стенде не проводились. Спустя час после нештатной ситуации сотрудники предприятия приступили к мониторингу радиационной обстановки. Результаты замеров по данным на 23, 24 и 25 сентября не превышали контрольных уровней в пределах естественного природного фона.

## Руководство
Органами управления Общества являются:
-Общее собрание акционеров Общества;
-Совет директоров Общества;
-Директор — Генеральный конструктор Общества (единоличный исполнительный орган)
Зверев Дмитрий Леонидович — Генеральный директор — Генеральный конструктор АО «ОКБМ Африкантов».

## Продукция

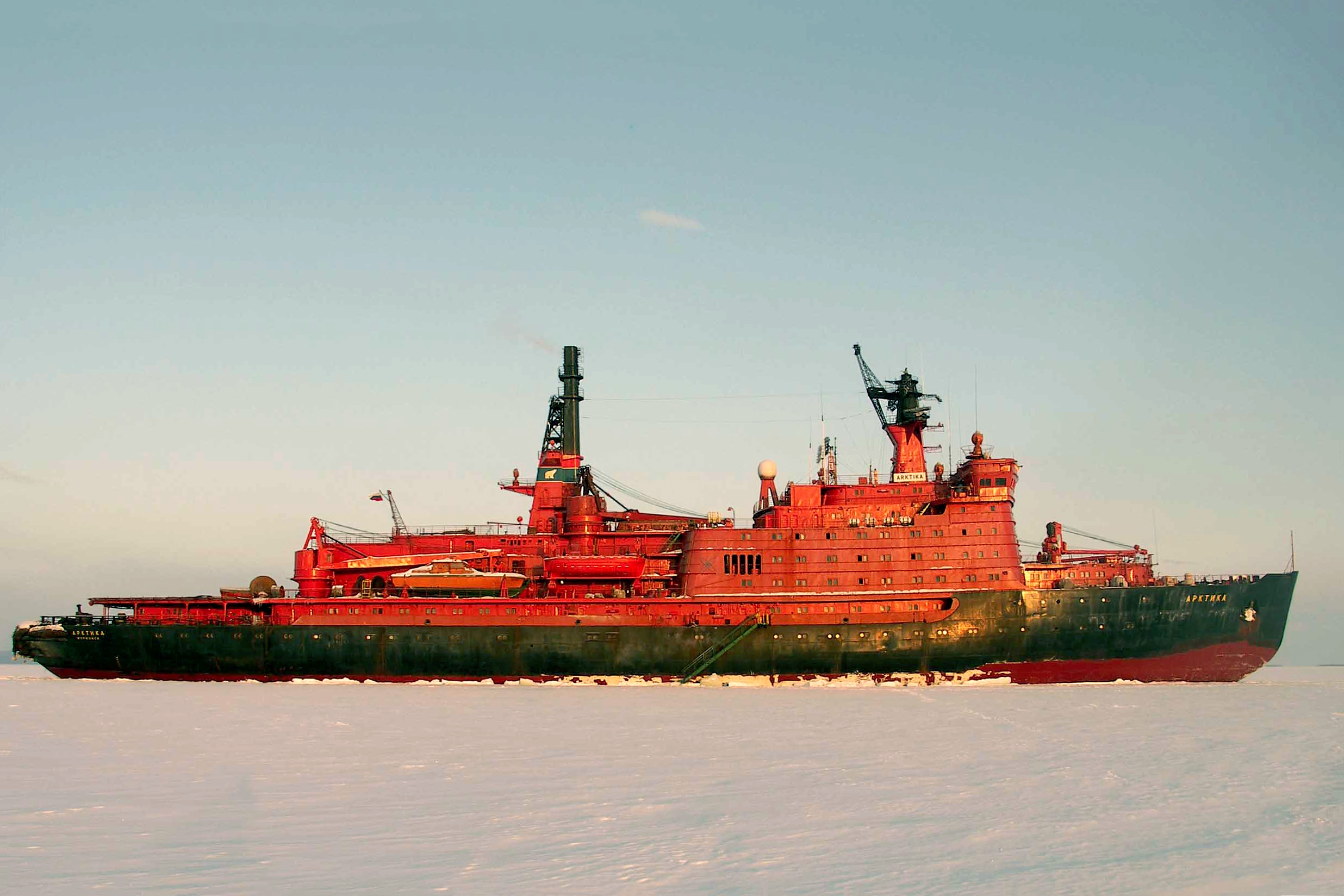
Реакторная установка для ледоколов типа «Арктика» была разработана в ОКБМ

Предприятие обеспечивает реализацию полного цикла работ и услуг на этапах жизненного цикла реакторных установок различного типа и назначения, активных зон и комплектов общестанционного оборудования и систем безопасности АЭС. АО «ОКБМ Африкантов» выполняет функции как главного конструктора, так и комплектного поставщика реакторных установок разного типа и назначения.
ОСНОВНЫЕ ПРОИЗВОДСТВЕННЫЕ НАПРАВЛЕНИЯ
- Активные зоны и ядерное топливо
- Высокотемпературные газоохлаждаемые реакторы
- Корабельные реакторные установки
- Промышленные реакторы
- Реакторные установки для АС малой и средней мощности
- Реакторные установки на быстрых нейтронах
- Судовые реакторные установки
- Оборудование обращения с ядерным топливом
- Насосное и вентиляционное оборудование
- Научно-техническое обоснование проектов